# Казанский мост (Владивосток)
Каза́нский мост — первый цельнометаллический сварной мост в Владивостоке, который соединяет район Эгершельд с Владивостоком. Мост называется Казанским по находящейся рядом улицы Казанской.

## История
Казанский мост является самым старым мостом Владивостока. Он стал первым цельнометаллическим сварным понтоном в СССР. Мост был построен в 1928 году по проекту ректора Дальневосточного университета В. П. Вологдина. Мост пролётом 25,08 метра соорудили четверо дальзаводских сварщиков за 25 дней. Работы выполнялись зимой при 40-градусных морозах и недостатке материалов. Тремя годами ранее, в 1925 году в Государственном дальневосточном университете была организована первая в стране лаборатория электрической и газовой сварки. Создатель лаборатории Виктор Петрович Вологдин подготовил краткую записку «Применение электрической дуговой сварки при постройке мостов и крупных железных конструкций». Работы в сварочной лаборатории по постройки цельнометаллического сварного моста сэкономили 25 % металла по сравнению с клёпаной конструкцией. Через два года, располагая опытом, лаборатория приступила к изготовлению моста тяжелого типа пролётом 36,6 м и общим весом около 300 т. Как отмечает Геннадий Петрович Турмов: «По своей технической смелости эта работа должна быть поставлена в число работ, имеющих мировое значение».
Из воспоминаний И. С. Дмитриева (выпускника кафедры сварки ДВПИ под № 3 (первый выпуск 1930 г.)):
Следующим крупным шагом применения электросварки являлась сварка моста пролётом 25 м. Мост предназначался для конвейеров и пешеходов между двумя складами на Эгершельде, разделенными дорогой. Мост был сварен в 1928 г. летом. Проект моста был составлен под руководством инж. Вильдемана У. К. Этот мост был первым сварным мостом не только в Советском Союзе, но и вторым в мире. Первый небольшой железнодорожный мост был сварен в США в 1927 г. на линии Бостон Мэйн.
В 1953 году по такой же технологии был построен цельносварной мост Патона через Днепр в Киеве.
В настоящее время Казанский мост является единственной общедоступной дорогой с Эгершельда, по которому ежедневно идёт сплошной поток большегрузного транспорта из порта. Под мостом пролегают железнодорожные пути. Мост имеет две полосы движения и оборудован тротуарами с обеих сторон. Единственное «слабое» место моста — это леера, куда влетают не справившиеся с управлением водители, и которые ежегодно ремонтируются дорожными службами.